# Milan Fošner
Milan Fošner (Sisak, 12. rujna 1971.) hrvatski je pjesnik, prozni i dramski pisac. Kao dramaturg radio je na nekoliko kazališnih predstava. Aktivan je i kao kvizoman, DJ i frontman zagrebačke rock'n'roll grupe Kruha i igara.  

## Životopis
Osnovnu i srednju školu završio je u Zagrebu. Svoju prvu zbirku pjesama Put od Ljubljane do Folnegovićevog naselja objavio je 2000. godine. Objavio je još tri zbirke pjesama Život u kući slijepih (2002.), Užasno vam je dobro, zar ne!? (2005.) i Strahovi su skriveni u bocama od piva (2007.). Šibajući mrtvog konja (2007.) prvi mu je roman.  
Kao dramaturg surađuje s redateljem Mariom Kovačem te je napravio dramaturšku obradu za predstavu Nuspojave Woodyja Allena čija je premijera bila 2019. u kazalištu KNAP u Zagrebu te za predstavu Rock’n’roll bajka, nadahnutu stripom Štefa Bartolića Gluhe laste, koja je premjerno prikazana u svibnju 2022. godine u Dječjem kazalištu Branka Mihaljevića u Osijeku. Godine 2023. za Gradsko kazalište Jastrebarsko napisao je dramski tekst za predstavu Tko je ukrao malu balerinu, a zatim je iste godine za Dječje kazalište Dubrava napisao Nježni sport, za koji mu je inspiracija bio istoimeni strip Ivice Bednjanca. U sklopu Osječkog ljeta kulture u Dječjem kazalištu Branka Mihaljevića u Osijeku 10. srpnja 2024. premijerno je prikazan mjuzikl Postolar i vrag za koji je Fošner napisao dramski tekst prema istoimenoj epskoj pjesmi Augusta Šenoe.
Kao kvizoman najpoznatiji je kao autor i voditelj najstarijeg po kontinuitetu pub-kviza, Kviz znanja i neznanja, koji je započeo 2008. godine. Bio je i jedan od voditelja prvog hrvatskog televizijskog pub-kviza, Kvizna situacija koji je prikazivan tijekom 2015. i 2016. godine na HTV3.

## Vanjske poveznice
- Dječje kazalište Branka Mihaljevića u Osijeku, Postolar i vrag
- Dječje kazalište Dubrava: Nježni sport
- Gradsko kazalište Jastrebarsko, Tko je ukrao malu balerinu  Arhivirana inačica izvorne stranice od 14. studenoga 2023. (Wayback Machine)
- Dječje kazalište Branka Mihaljevića u Osijeku, Rock’n’roll bajka
- Kazalište KNAP u Zagrebu, Nuspojave
- Šibajući mrtvog konja, Fraktura
- Kruha i igara – Facebook stranica